# Myotis crypticus
Myotis crypticus är en fladdermus i familjen läderlappar som förekommer i centrala och sydvästra Europa. Populationen infogades fram till 2019 i fransfladdermusen (Myotis nattereri).

## Taxonomi
Djuret skiljer sig främst i sina genetiska egenskaper från närbesläktade fladdermöss och därför blev det i februari 2019 beskriven som ny art. Artepitet är bildat av det grekiska ordet för gåtfullt. Namnet valdes på grund av att taxonet under många år var okänt för zoologerna, trots att arten lever i välkända regioner.

## Utseende
Arten är med en kroppslängd (huvud och bål) av 40 till 50 mm, en svanslängd av 32 till 46 mm och en vikt av 5 till 12 g en medelstor medlem i släktet Myotis. Den har 36 till 42 mm långa underarmar, 6,6 till 9 mm långa bakfötter och 14 till 17 mm stora öron. Ovansidan är täckt av gråbrun päls och på undersidan förekommer ljusgrå till vit päls. Typiskt är en spetsig tragus (broskig flik i örat) och de nakna delarna av ansiktet är rosa.
Det som skiljer arten från andra släktmedlemmar är små anatomiska detaljer som en S-formig hälsporre (calcar), utformningen av örats kanter, kopplingen av svansflyghuden till fötterna och mer styva fransar vid svansflyghudens kanter.

## Utbredning
Entydiga fynd registrerades i norra Spanien, södra Frankrike, sydvästra Österrike och Italien. Individer hittades bland annat i bergsskogar i regioner som ligger upp till 2000 meter över havet. Kanske kan arten leva i andra habitat.

## Ekologi
Kolonier med några tiotal exemplar dokumenterades i övergivna byggnader samt i ihåliga trädstammar som föll ner till marken. Antagligen plockar Myotis crypticus ryggradslösa djur från marken.

## Status
Arten listas inte än av IUCN.